# Johann Friedrich I. (Sachsen)

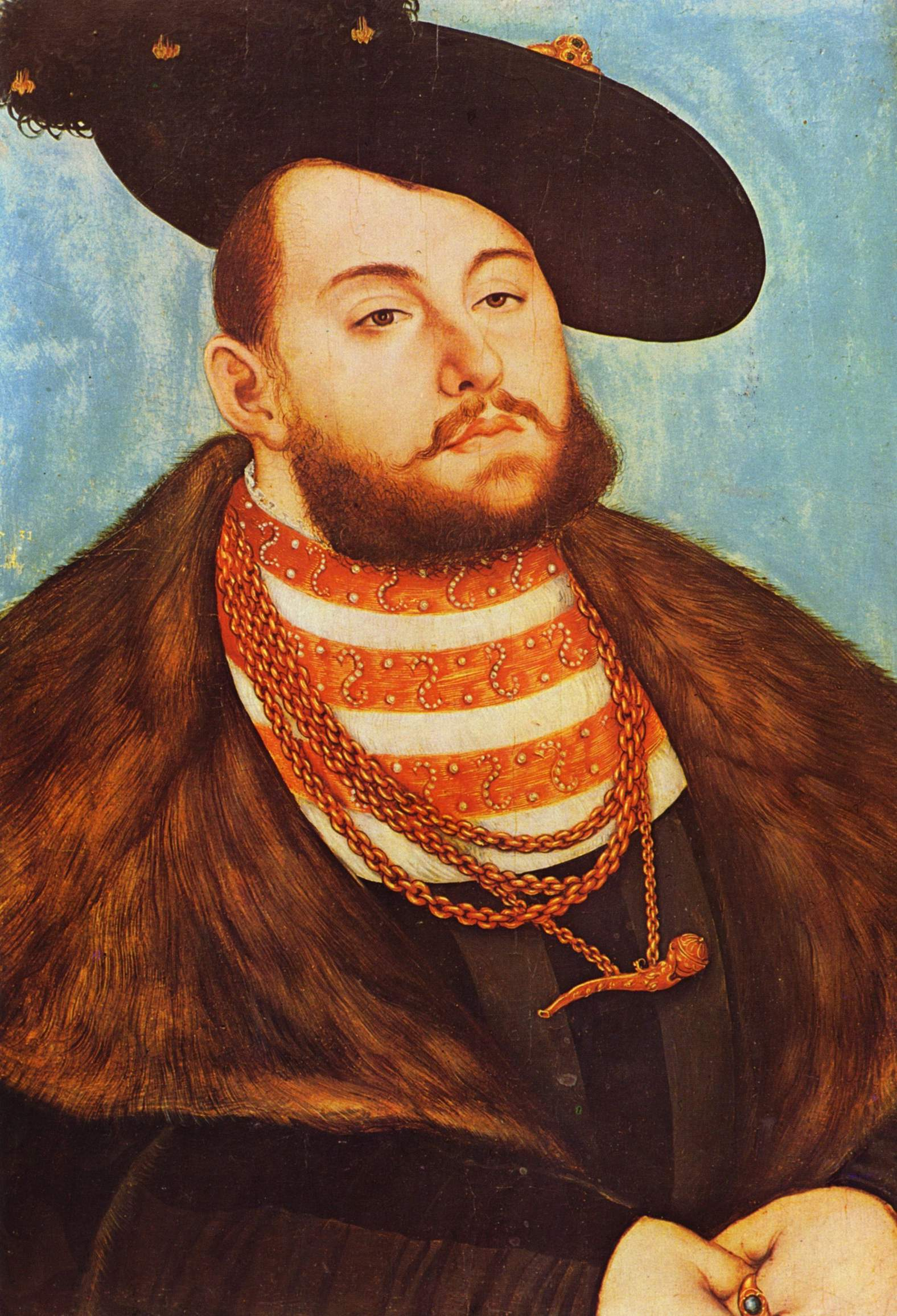
Lucas Cranach der Ältere, Kurfürst Johann Friedrich, 1531, Louvre

Johann Friedrich I. von Sachsen, auch Friedrich der Großmütige genannt, (* 30. Juni 1503 in Torgau; † 3. März 1554 in Weimar) aus dem Hause der ernestinischen Wettiner war von 1532 bis 1547 Kurfürst und Herzog von Sachsen und nach dem Verlust der Kurwürde 1547 bis zu seinem Tod nur noch Herzog des ernestinischen Landesteils. In der Stadt Jena, in der nach seinem Plan die noch heute bestehende Universität gegründet wurde, ist er als Hanfried bekannt.

## Leben

### Kurfürst von Sachsen

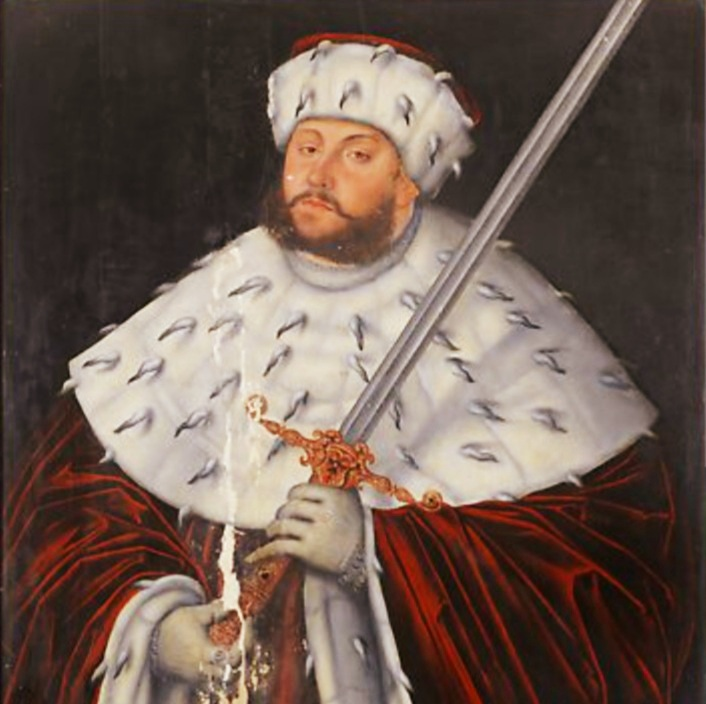
Johann Friedrich I. von Sachsen im Kurfürstenornat mit Kurhut und Reichserzmarschallschwert

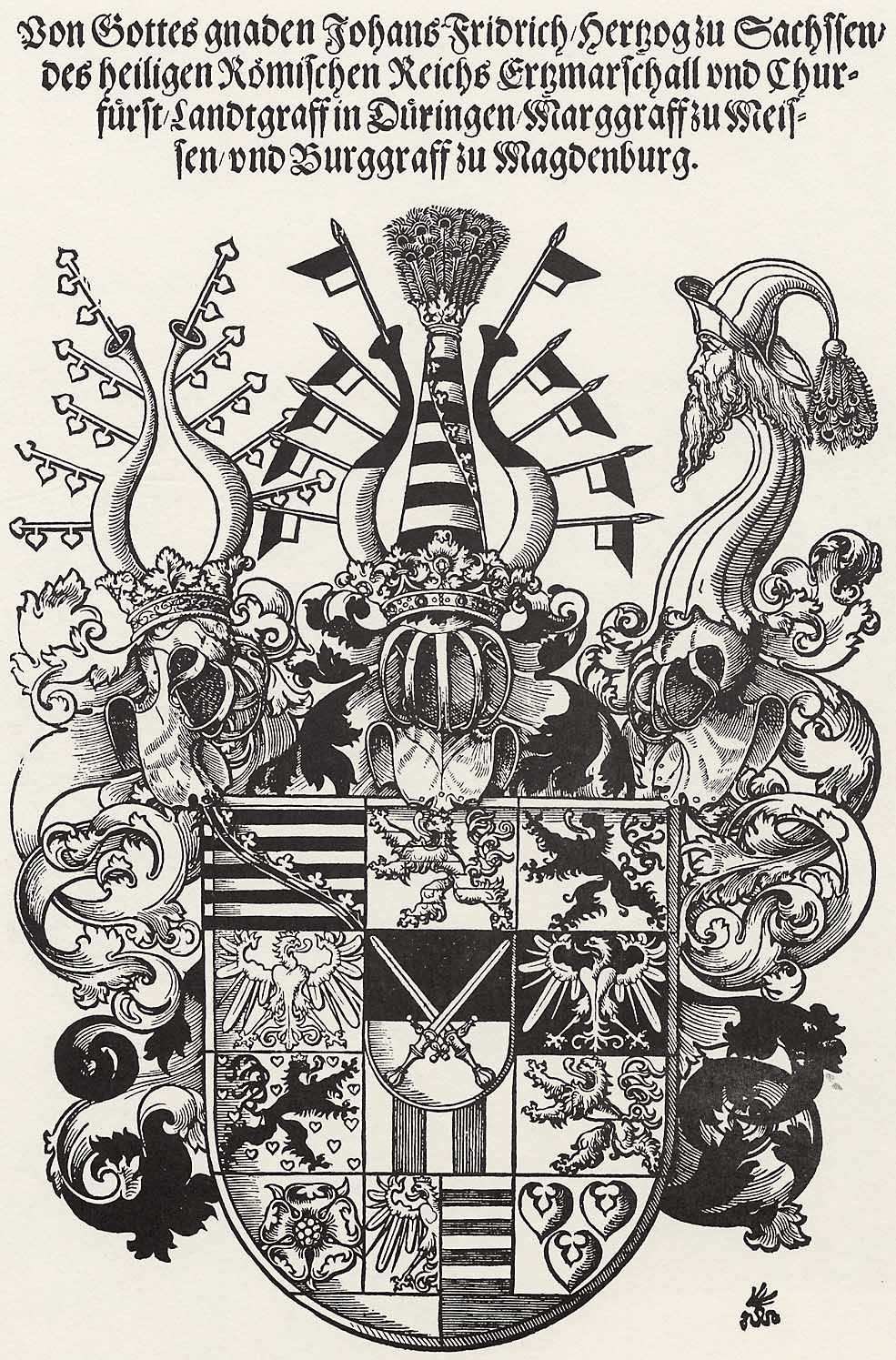
Wappen Johann Friedrichs I. mit den Kurschwertern der Reichserzmarschallswürde im Herzschild (Holzschnitt von
Lucas Cranach d. Ä., 1546)

Johann Friedrich I. war der älteste Sohn des sächsischen Kurfürsten Johann des Beständigen (1468–1532) aus dessen erster Ehe mit Sophie (1481–1503), Tochter des Herzogs Magnus II. zu Mecklenburg. Johann Friedrich heiratete am 9. Februar 1527 in Torgau Sibylle (1512–1554), Tochter des Herzogs Johann III. von Jülich-Kleve-Berg, mit der er bereits ein Jahr davor verlobt gewesen war.
Johann Friedrich förderte die Reformation wie vor ihm schon sein Onkel und sein Vater. Er konsolidierte die Landeskirche und förderte die Universität Wittenberg. Seit dem Jahr 1539 errichtete er neue Konsistorien, um die Verwaltung der Kirchengüter zu regeln.
In der Zeit der sächsischen Münztrennung war die in der Leipziger Hauptteilung im Jahr 1485 zwischen den Ernestinern und Albertinern vereinbarte gemeinsame Münzprägung vorübergehend von 1530 bis Ende 1533 aufgehoben. Unter Johann Friedrich trat im Jahr 1534 die frühere Münzgemeinschaft mit Georg dem Bärtigen wieder in Kraft.
1534 griff er in die Fehde des Hans Kohlhase gegen den Ritter von Zaschwitz ein, indem er einen zwischenzeitlichen Kompromissvertrag annullierte.
Als Führer des Schmalkaldischen Bundes stand er an der Spitze der Protestanten. Politisch wenig talentiert sowie durch sein erhebliches Gewicht und seinen Hang zum Alkohol körperlich benachteiligt, war Johann Friedrich eigensinnig und wenig staatsmännisch. Als Schutzherr des Bistums Naumburg ersetzte er den vom Kapitel rechtmäßig gewählten, katholischen Bischof Julius von Pflug durch den lutherischen Nikolaus von Amsdorf, womit er den Kaiser reizte, Schritte gegen die Reformation zu unternehmen. Ähnlich eigenmächtiges Vorgehen wie in Naumburg erwog Johann Friedrich auch für das Stift Wurzen, welches aber unter gemeinsamer Schutzherrschaft mit seinem Cousin Herzog Moritz von Sachsen stand, was zur Entfremdung beider Fürsten führte.
Im Jahr 1542 erließ Johann Friedrich am 15. April eine Türkensteuerregelung, „dem Türcken zu widerstandt“.
Auf dem Reichstag in Speyer 1544 bestätigte Kaiser Karl V. nach längerer Verweigerung den Ehevertrag Johann Friedrichs sowie die sächsische Erbfolge in den beiden Linien des Hauses Wettin.

### Schmalkaldischer Krieg und Gefangenschaft

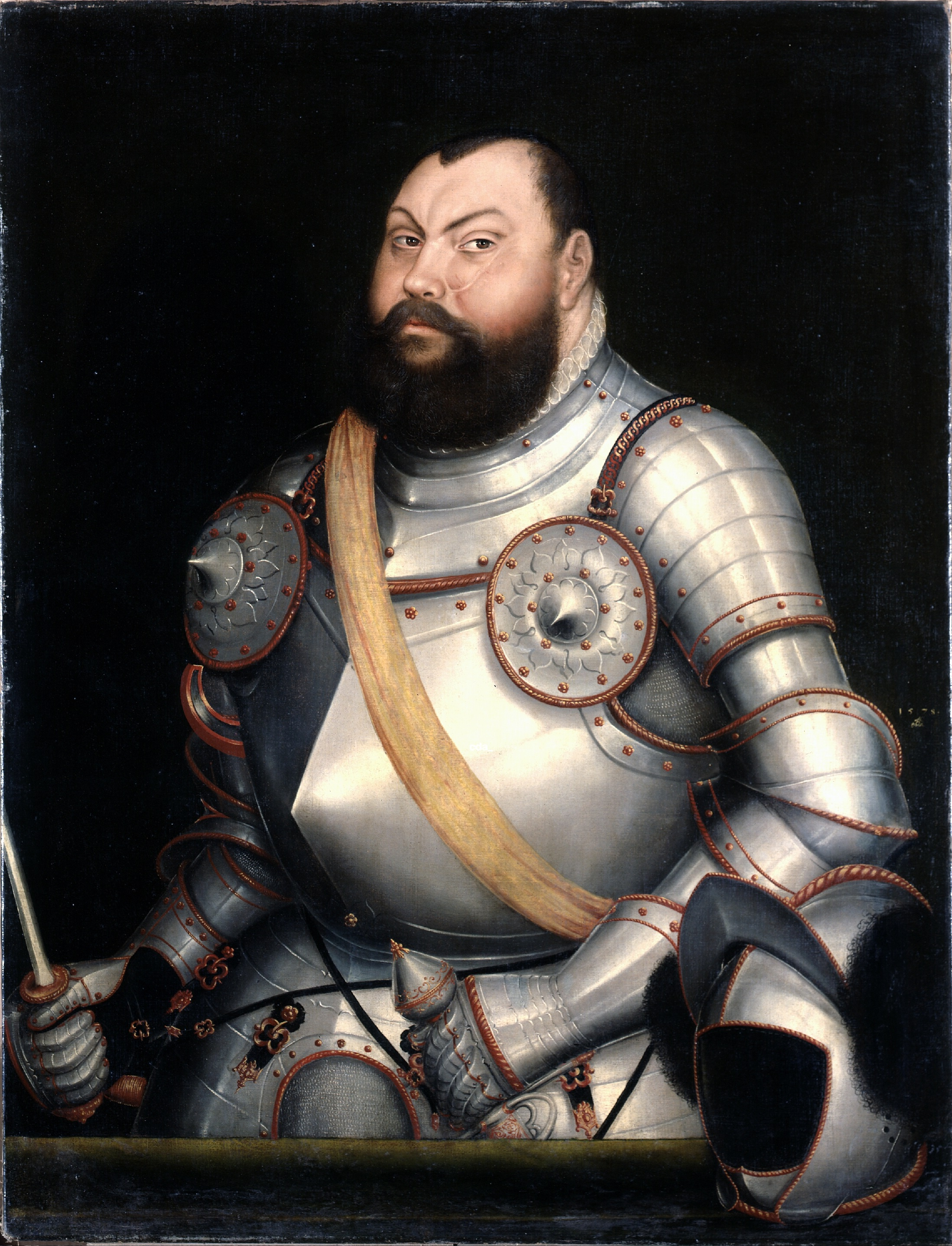
Postum 1578 von Lucas Cranach d. J. erstelltes Gemälde – die gut erkennbare Narbe zog sich Johann Friedrich I. als Führer der protestantischen Truppen in der Schlacht bei Mühlberg zu

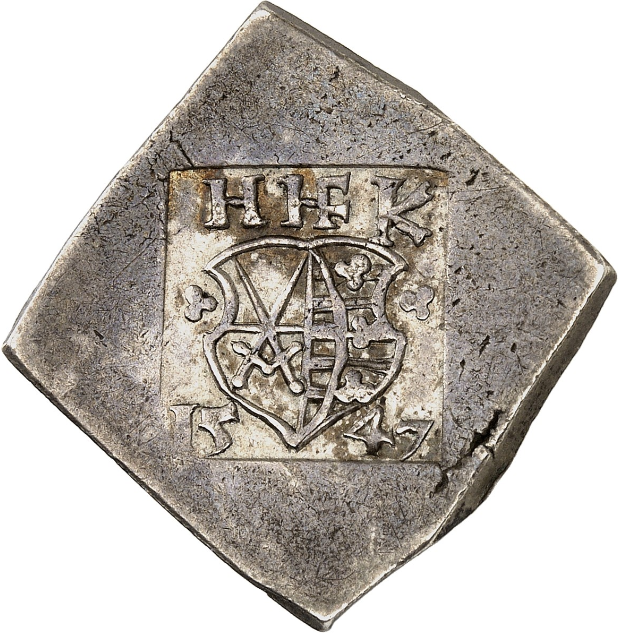
Kurfürst Johann Friedrich I., Belagerungsmünze von 1547.

Aufgrund seiner Übergriffe gegen Braunschweig-Wolfenbüttel und der Gefangennahme Herzog Heinrichs verhängte Kaiser Karl V. am 19. Juli 1546 die Reichsacht über Johann Friedrich I. und die Mitglieder des Schmalkaldischen Bundes. Im folgenden Schmalkaldischen Krieg stellte sich sein ebenfalls lutherischer Vetter Herzog Moritz von Sachsen auf die Seite des Kaisers und fiel in Kursachsen ein. In der Schlacht bei Mühlberg waren die Truppen des Kaisers siegreich. Johann Friedrich wurde am 24. April 1547 von kaiserlichen Truppen auf der Lochauer Heide gefangen genommen und am 10. Mai zum Tode verurteilt. Er vernahm das Urteil sehr gleichmütig während einer Schachpartie mit seinem Freund Ernst von Braunschweig-Grubenhagen. Das Todesurteil wurde nach Fürbitte einflussreicher Fürsten (unter anderem auch Moritz) in lebenslanges Gefängnis umgewandelt. Johann Friedrich verlor die Kurwürde und einen Großteil seiner Länder an Moritz von Sachsen, siehe dazu auch die Münzgeschichte des Herzogtums Sachsen (1547–1572) der verbliebenen thüringischen Besitzungen der Ernestiner nach der Schlacht bei Mühlberg bis zur Landesteilung nach dem Erfurter Landesteilungsvertrag vom 6. November 1572.

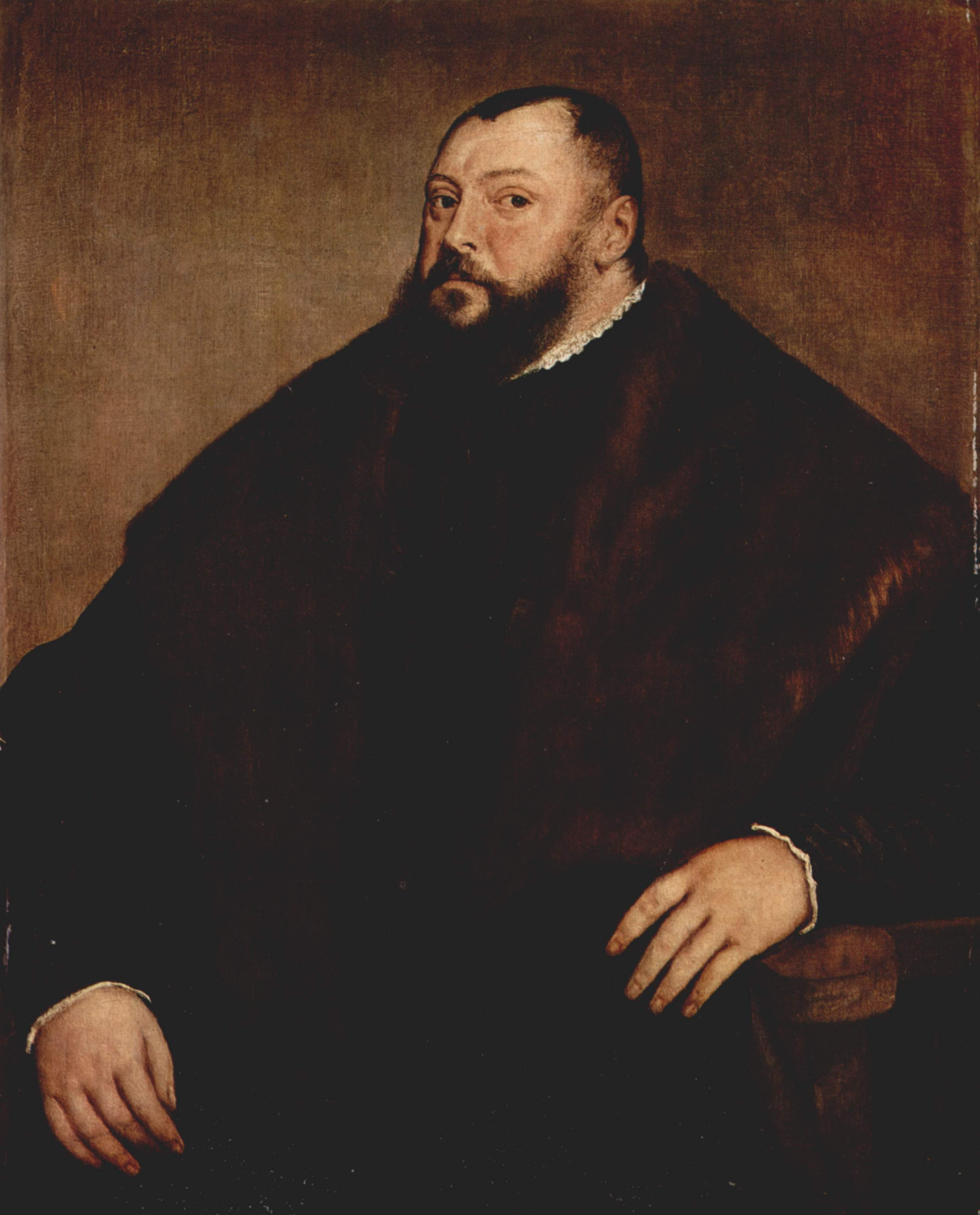
Johann Friedrich I. von Sachsen, Porträt um 1550 von Tizian (Kunsthistorisches Museum Wien)

Er blieb trotz dieser Niederlage optimistisch und ließ noch während seiner kaiserlichen Gefangenschaft in Augsburg und Innsbruck das Jagdschloss Fröhliche Wiederkunft errichten. Ebenso während seiner Gefangenschaft hatte Johann Friedrich als Ersatz für die verlorene Landesuniversität Wittenberg die Hohe Schule in Jena gründen lassen, die aber erst 1558, nach seinem Tod, von Kaiser Ferdinand I. zur Universität Jena erhoben wurde. Versuche Kaiser Karls, Johann Friedrich zur Annahme des Augsburger Interims zu bewegen, lehnte der Gefangene standhaft ab, weshalb seine Haft verschärft wurde.
Der Taler der Söhne Johann Friedrichs des Großmütigen während seiner Gefangenschaft sollte den Kaiser milder stimmen. Der Taler zeigt das Kaiserbildnis statt das der Söhne Johann Friedrichs. Ein Kaiserbildnis auf Münzen der Wettiner ist in der sächsischen Münzgeschichte einmalig.

### Herzog von Sachsen

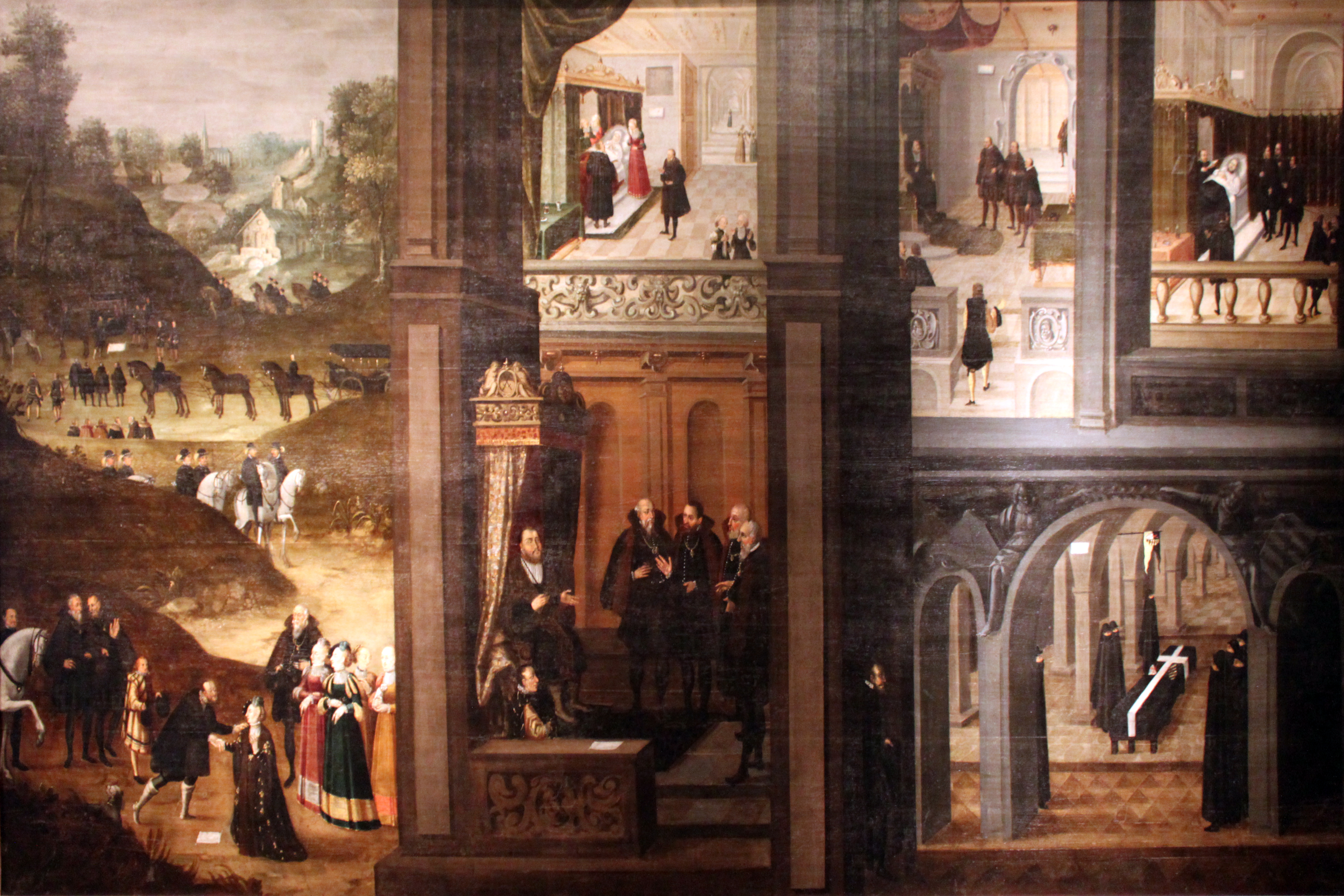
Johann Friedrichs Rückkehr aus der Gefangenschaft und seine letzten Jahre (Unbekannter
Maler vor 1630; Deutsches Historisches Museum Berlin)

Nach fünf Jahren Gefangenschaft, dank des Passauer Vertrages seit dem 1. September 1552 wieder in Freiheit, residierte Johann Friedrich während seiner letzten Lebensjahre in Weimar.

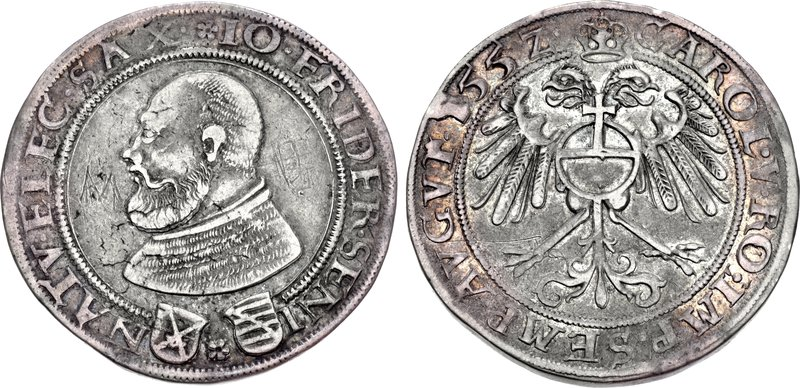
Taler Johann Friedrichs des Großmütigen nach seiner Gefangenschaft von 1552

Der Taler Johann Friedrichs des Großmütigen nach seiner Gefangenschaft mit der Jahreszahl 1552 oder 1553 ist sein erster und zugleich letzter Taler nach dem Kurwürdenwechsel. Die ungewöhnlich gestaltete Rückseite zeigt anstatt des sonst üblichen sächsischen Gesamtwappens einen doppelköpfigen Reichsadler. In dieser Ausführung ließ der Herzog auch Doppeltaler, Halbtaler und Vierteltaler prägen.
Sein Herrschaftsgebiet vergrößerte sich, als er seinen Bruder Johann Ernst von Coburg beerbte. Erneut kam es zu Auseinandersetzungen mit Kurfürst Moritz, da Johann Friedrich weiterhin den kurfürstlichen Titel und das entsprechende Wappen benutzte (siehe Münzstätte Gotha). Am 24. Februar 1554 wurden im Naumburger Vertrag alle strittigen Punkte zwischen Kurfürst August von Sachsen und Johann Friedrich beigelegt. Johann Friedrich bekam somit kurz vor seinem Tod einige Ämter mit Altenburg und den Titel „geborener Kurfürst“ zugestanden. Noch am Tag vor seinem Tod unterschrieb der ehemalige Kurfürst den Vertrag.
Johann Friedrich ist an der Seite seiner Gemahlin Sibylle in der Stadtkirche in Weimar bestattet. Sein evangelischer Gedenktag ist der 3. März. Den Beinamen „der Großmütige“ erhielt er für seinen Einsatz für die Reformation und als Gönner Martin Luthers.

## Rezeption

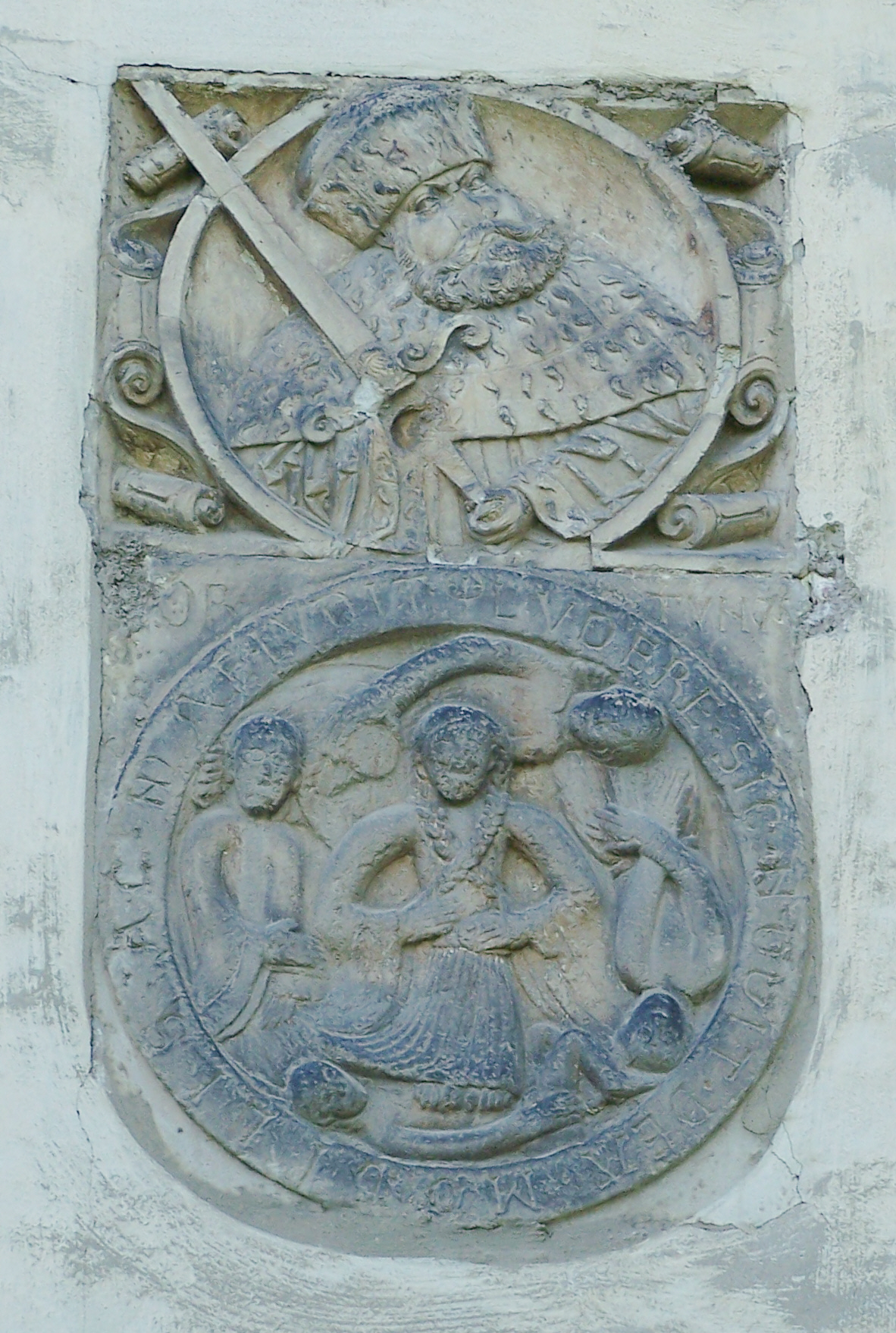
Steintafel am Schloss Friedenstein (Gotha)

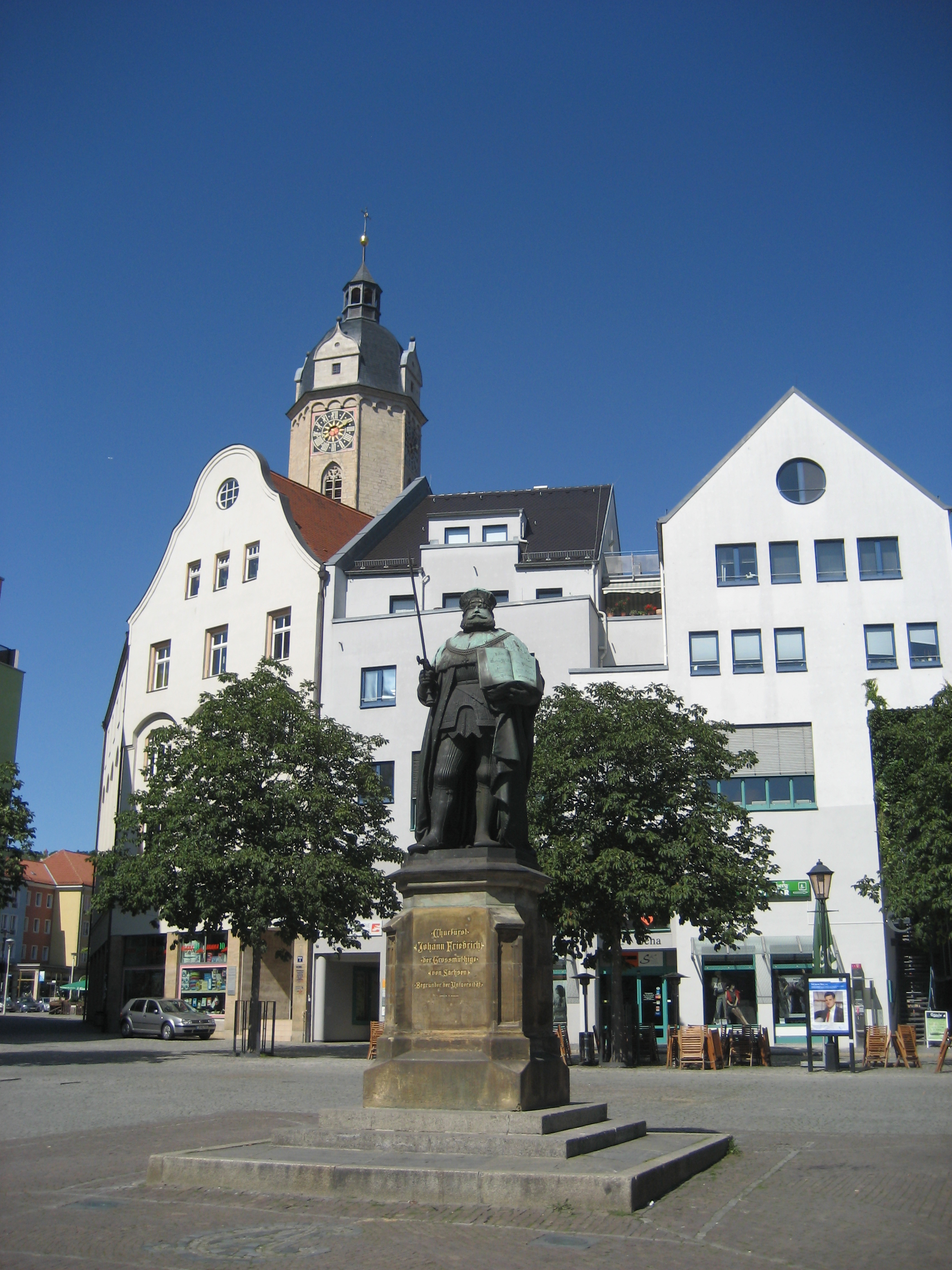
Denkmal auf dem Jenaer Marktplatz

Zwei-Mark-Gedenkmünze zum 350. Jahrestag der Universitätsgründung 1908 (Sachsen-Weimar-Eisenach) mit der Darstellung Johann Friedrich des Großmütigen (Avers)

5 Pf-Sondermarke der Deutschen Post (DDR) von 1958 mit dem Siegel der Jenenser Universität

Johann Friedrich I. war bereits zu Lebzeiten Gegenstand einer umfassenden Bildpropaganda mit zunehmend reformatorischer Ausrichtung. Die hierfür in der Werkstatt Lucas Cranachs geschaffenen und in verschiedenen Medien verbreiteten Bildnistypen prägten die Wahrnehmung der Persönlichkeit Johann Friedrichs nachhaltig und wurden bis ins 20. Jahrhundert hinein rezipiert. In den ersten Regierungsjahren überwog die Absicht, den jungen Kurfürsten in Triptychen als Nachfolger Friedrichs des Weisen und Johanns des Beständigen zu etablieren. Später gewannen die Einzeldarstellungen im kurfürstlichen Ornat an Gewicht. Nach der Niederlage im Schmalkaldischen Krieg stand oft die Präsentation des Herzogs mit Gesichtsnarbe als protestantischer Märtyrer im Vordergrund. In späteren Jahrhunderten wurden die Bildnistypen je nach Darstellungsabsicht aufgegriffen.
Die von 1542 bis 1547 gemeinschaftlich geprägten Schmalkaldischen Bundestaler Johann Friedrichs mit Philipp von Hessen zeigen das Brustbild des Kurfürsten im Hermelinmantel mit geschultertem Kurschwert und das geharnischte Hüftbild des Landgrafen mit Kommandostab auf der Gegenseite.
Aus dem Jahr 1551 stammt eine Schaumünze von Matthes Gebel († 1574) auf deren Vorderseite ein bärtiges Brustbild halblinks mit einer Narbe auf der linken Wange aus der Schlacht bei Mühlberg des Kurfürsten zu sehen ist. Auf der Rückseite ist ein dreifach behelmtes Wappen ohne den Herzschild mit den Kurschwertern dargestellt.
Noch im 16. Jahrhundert wurde eine Steintafel mit seinem Porträt als Kurfürsten gefertigt, sie befindet sich heute in der Ostfassade des Schloss Friedenstein und wurde um die allegorische Darstellung des Glücksrades ergänzt.
Als Gegenspieler von Hans Kohlhase wies ihm Heinrich von Kleist in seiner freien Bearbeitung des historischen Stoffes, der 1810 veröffentlichten Novelle Michael Kohlhaas, eine bedeutende, mit fiktiven Zügen ausgeschmückte Rolle zu.
Auf dem Jenaer Marktplatz steht der „Hanfried“, das Denkmal für den Gründer der Hohen Schule, Johann Friedrich den Großmütigen. Es wurde von Friedrich Drake geschaffen und 1858 zur 300-Jahr-Feier der Universität aufgestellt.
1908 wurden im Großherzogtum Sachsen-Weimar-Eisenach anlässlich des Jubiläums der Friedrich-Schiller-Universität zwei Silbermünzen mit Nominalen zu zwei und fünf Mark geprägt, die ein Brustbild Johann Friedrich des Großmütigen mit Kurschwert und Hermelin zeigen.
Seit 1993 nennt sich in Anlehnung an den Namen des Kurfürsten ein American-Football-Verein in Jena Jenaer Hanfrieds.

## Nachkommen
Johann Friedrich hatte aus seiner Ehe mit Sibylle von Jülich-Kleve-Berg folgende Kinder:
- Johann Friedrich II. der Mittlere (1529–1595), Herzog zu Sachsen

⚭ 1. 1555 Prinzessin Agnes von Hessen (1527–1555)
⚭ 2. 1558 Pfalzgräfin Elisabeth von Pfalz-Simmern (1540–1594)
- Johann Wilhelm I. (1530–1573), Herzog von Sachsen-Weimar

⚭ 1560 Pfalzgräfin Dorothea Susanne von Pfalz-Simmern (1544–1592)
- Johann Ernst (*/† 1535)
- Johann Friedrich III. der Jüngere (1538–1565), Herzog zu Sachsen

## Gedenktag
Sein Gedenktag ist der 3. März im Evangelischen Namenkalender.